# Vince Cazzetta
Joe Belmont, né le 12 juillet 1934, à New Britain dans le Connecticut et mort le 4 mai 2005, à Hartford, au Connecticut, est un ancien entraîneur américain de basket-ball.

## Palmarès
- Champion ABA 1968
- Entraîneur de l'année ABA 1968